# Bedlingtonterriër
De bedlingtonterriër is een hondenras.

## Geschiedenis
De oorsprong van de bedlingtonterriër laat zich tot in de 18e eeuw terugvervolgen. In het midden van de 19e eeuw werd het ras met de whippet gekruist. Hij was op de rattenjacht gespecialiseerd en werd ook in de bergbouw ingezet.

## Uiterlijk
De vacht van de bedlingtonterriër is blauwgrijs (donkere ogen en neus), lever- of zandkleurig (bruine ogen en neus). Karakteristiek is een dichte, licht gekrulde vacht. Het hoofd is peervormig met hangende oren. De staart is diep aangezet en wordt niet boven de rug gehouden. Hij heeft lange achterpoten.

## Ziektes
Bedlingtonterriërs zijn gevoelig voor oogaandoeningen en kopertoxicose. Door een voorzichtige fokdierkeuze, samen met de voorgeschreven genanalyses, wordt kopertoxicose ondertussen bij het ras niet meer waargenomen.

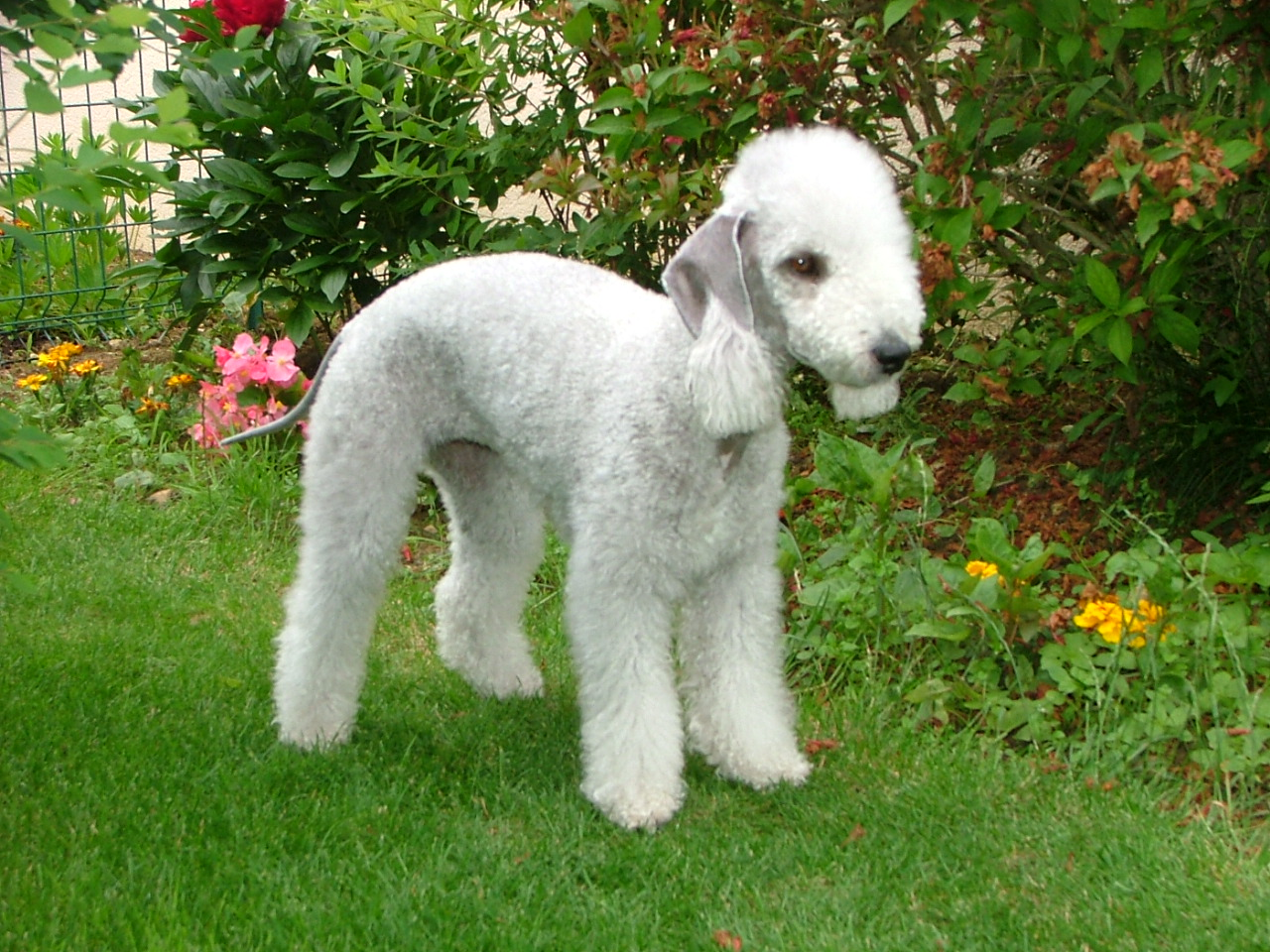
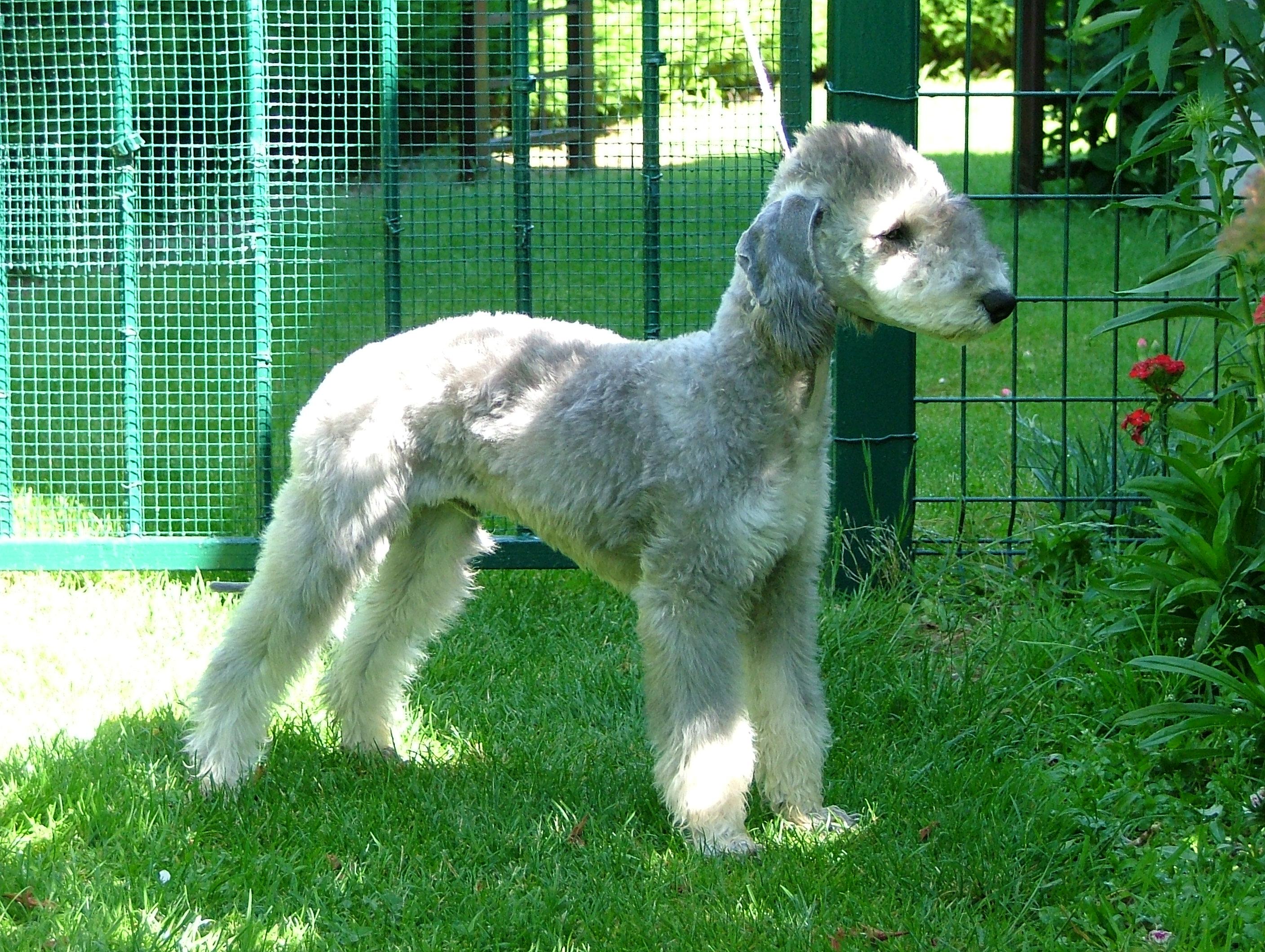
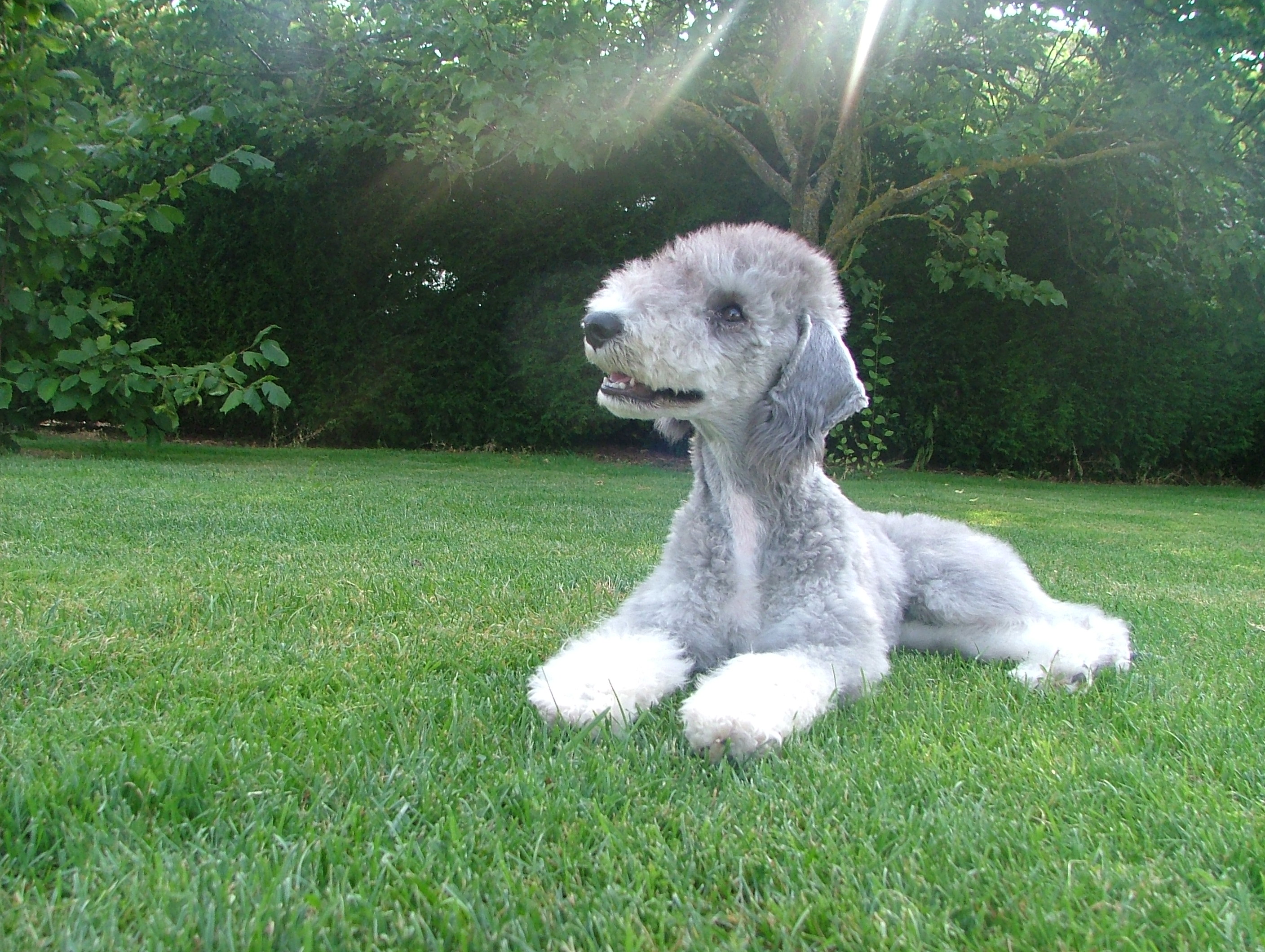

Airedaleterriër ·
Amerikaanse staffordshireterriër ·
Australische silkyterriër ·
Australische terriër ·
Bedlingtonterriër ·
Borderterriër ·
Braziliaanse terriër ·
Bulterriër ·
Cairnterriër ·
Ceskyterriër ·
Dandie Dinmont-terriër ·
Duitse jachtterriër ·
Engelse toyterriër ·
Foxterriër ·
Glen of Imaalterriër ·
Ierse terriër ·
Irish soft-coated wheaten terrier ·
Jackrussellterriër ·
Japanse terriër ·
Kerry blue-terriër ·
Lakelandterriër ·
Manchesterterriër ·
Miniatuur Bulterriër ·
Norfolkterriër ·
Norwichterriër ·
Parson Russell-terriër ·
Schotse terriër ·
Sealyhamterriër ·
Skyeterriër ·
Staffordshire-bulterriër ·
Welsh terriër ·
West Highland white terrier ·
Yorkshireterriër